# Stephan II. Koháry

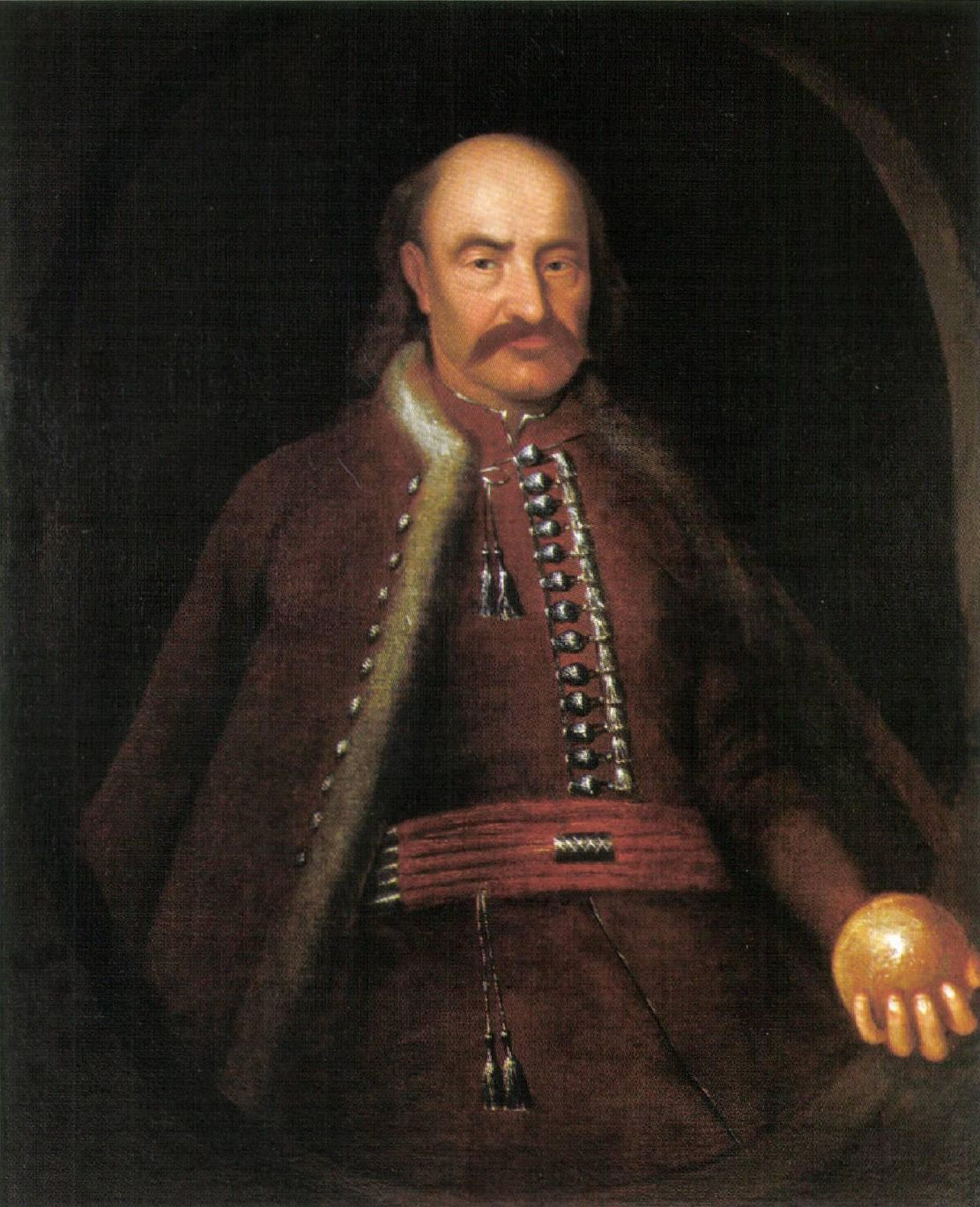
Stephan II. Koháry, Porträt im Schloss Sväty Anton

Stephan II. Koháry (* 12. März 1649 in Csabragh; † 29. März 1731 in Csabragh) war ein ungarischer Feldherr und Dichter aus der Familie Koháry.

## Leben
Stephan II. war der älteste Sohn von Stephan I. Koháry und Judith Balassa de Gyarma. Er wurde auf Burg Csabragh geboren und studierte auf dem Jesuitenkolleg von Tyrnau. 1667 wurde er von Leopold I. zum Kommandanten der Festung Fülek ernannt. 1682 belagerte Emmerich Thököly während des Kuruzzenaufstands mehrere Wochen die Burg Fülek, konnte sie aber nicht einnehmen. Stephan Kohary wurde darauf von den eigenen Leuten überwältigt und an Thököly übergeben. Er blieb 3 Jahre und 3 Monate in Haft und kam erst nach der Niederschlagung des Aufstandes frei. Kaiser Leopold empfing ihn feierlich in Wien, überreichte ihm eigenhändig eine goldene Kette und bezeichnete ihn als Speculum Fidelitatis, Spiegel der Treue.
Stephan Koháry wurde auch mit Grundbesitz belohnt. Er wurde zum Erbobergespan der Grafschaft Hont ernannt, erhielt die Herrschaften von Murany, Derenczeny und Baloghvár und wurde zum „Königlichen Richter und Rat“ ernannt. Etwas später erwarb er die Herrschaft Kecskemét und gründete dort ein bis heute bestehendes Piaristengymnasium. Per Testament vom Jänner 1723 gründete er aus seinen Gütern einen Fideikommiss.
Stephan II. blieb unverheiratet und starb 1731 auf Burg Csabragh. Sein Erbe wurde sein Neffe Andreas Josef Graf von Koháry (1694–1757).

## Werk
Noch in der Kriegsgefangenschaft begann er zu dichten, ungewöhnlich für die Zeit, in ungarischer Sprache. Stephan II. prägte auch den Wahlspruch der Familie „DAT DEUS CUI VOLT“ – Gott gibt es wem er will.

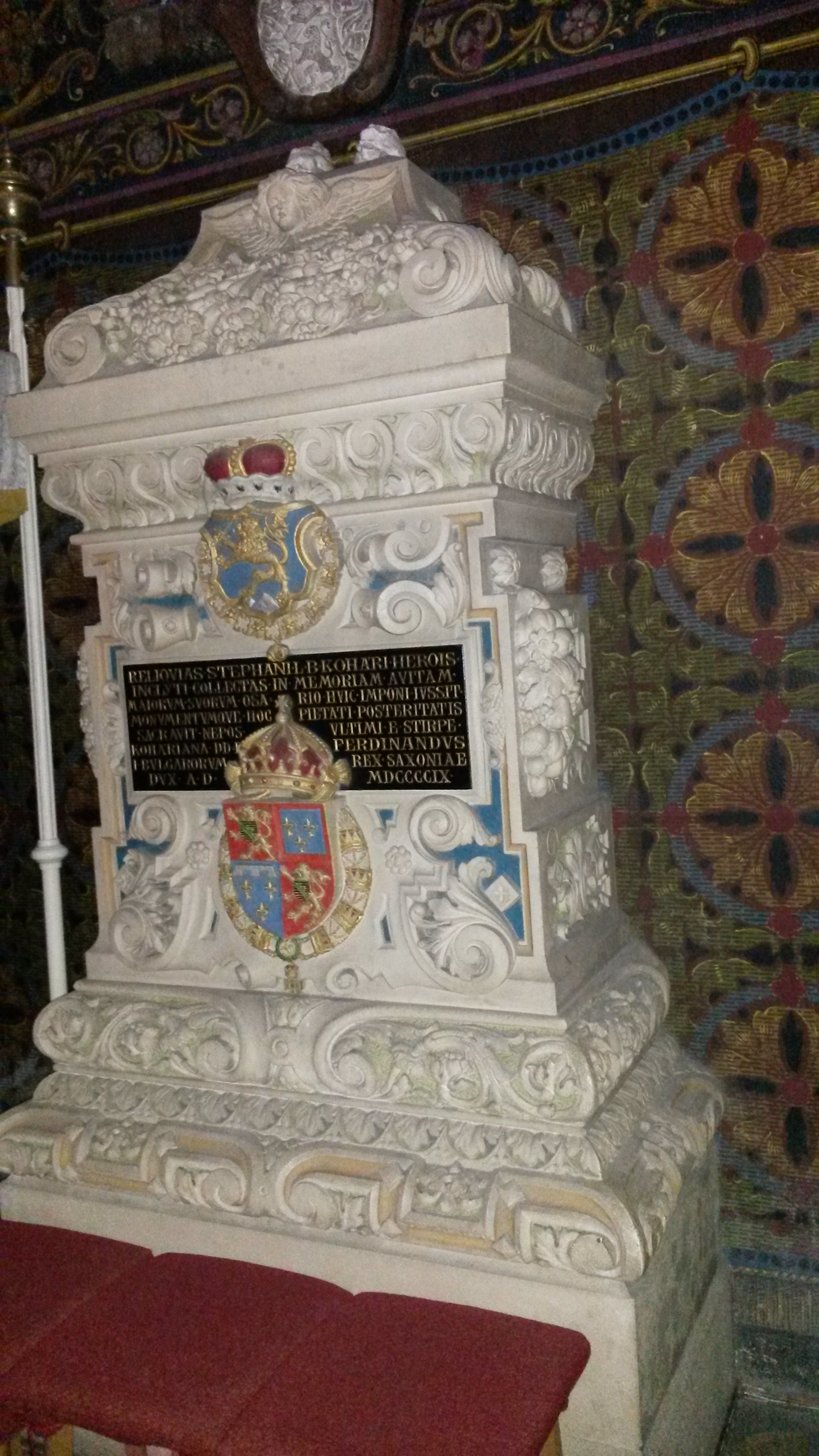
Denkmal in der Abteikirche von Hronský Beňadik

## Nachleben
Vor dem von ihm gegründeten Piaristengymnasium in Kecskemét wurde ein Denkmal für Stephan II. Koháry errichtet. Stephan II. wurde in der Familiengruft in Hronský Beňadik beigesetzt. 1909 wurde im Auftrag Ferdinands von Bulgarien ein Denkmal unterhalb seines Epitaphs errichtet.